# Elatostema yaoshanense
Elatostema yaoshanense es una especie de planta del género Elatostema, perteneciente a la familia Urticaceae.

## Taxonomía
Elatostema yaoshanense fue descrita por Wen Tsai Wang en 1980.

## Distribución
Se encuentra en el territorio sudeste de China.